# 海马体

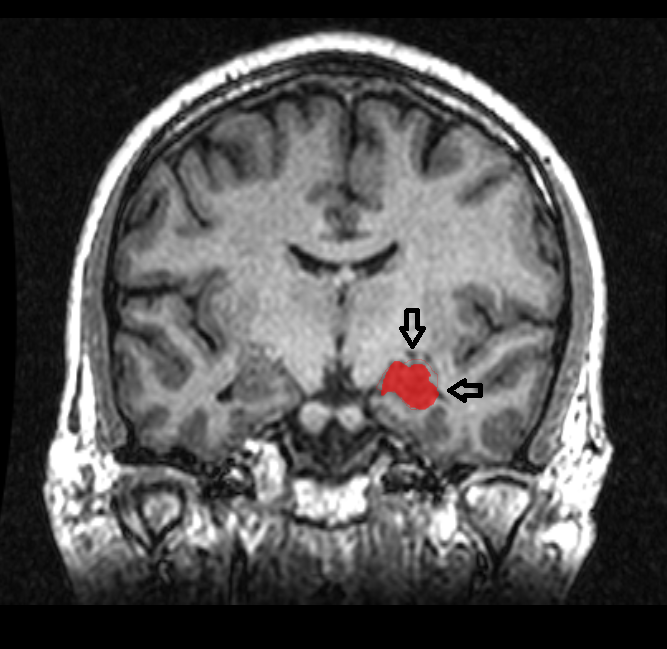
MRI冠狀切面，紅色部分為海馬體。

海馬體（hippocampus）又称海马回、脑海马，简称海马，旧称阿蒙角（cornu Ammonis），位于脑颞叶内侧，是高等脊椎動物颞叶前部皮质卷入到腹内侧形成的一条狭长的弓状隆起的皮质，属于边缘系统的一部分，其名字来源于这个部位的弯曲形状貌似海马。
海马体在人类认知功能中扮演着重要的角色，它不仅参与人类记忆的存储活动，而且在空间处理和导航方面发挥着重要作用。
在动物解剖中，海马體属于脑的演化过程中最古老的一部分。来源于原皮质的海马體在灵长类以及海洋生物中的鲸类中尤为明显。虽然如此，与进化树上相对年轻的大脑皮层相比，灵长类动物尤其是人类的海马體在端脑中只占很小的比例。相对新皮质的发展，海马體的增长在灵长类动物中的重要作用是使得其脑容量显著增长。靈長類的海馬體位於內側顳葉，擁有海马脚及齒狀回等構造。哺乳动物都有两个海马体，分别位于左右大脑半球。它是组成大脑边缘系统的一部分，位於大腦皮質下方，担当着关于短期记忆、長期記憶，以及空间定位的作用。
海马体中的位置细胞与内嗅皮层中的网格细胞在脑部进行空间定位和导航中扮演重要角色。
在阿兹海默病中，海马體是首先受到损伤的区域（海馬迴會腫大），表现症状为记忆力衰退以及方向知觉的丧失。大脑缺氧（缺氧症）以及脑炎等也可导致海马损伤。

## 研究史

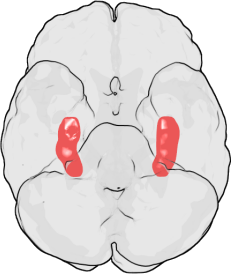
海马

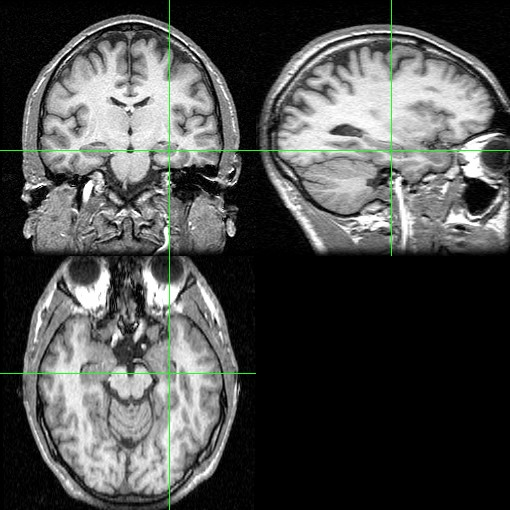
海马的三维位置

解剖学家Giulio Cesare Aranzi（约1564年）首先使用海马（hippocampus）一词形容这一大脑器官，源于此部位貌似海马。这一部位最初被认为司控嗅觉，而非现在周知的记忆储存作用。俄国学者Vladimir Bekhterev于1900年左右基于对一位有严重记忆紊乱的病患者的长期观察，首先提出海马體与记忆相关。但是，其后的很长时间，学界习惯上关于海马體的作用都被认为和其他大脑边缘系统一样，司控情绪。
1957年Scoville与Milner关于著名的病人H.M.的病例報告引起了众多科学家的关注，并使人开始认识到海马體对记忆起重要作用。为减轻H.M.时常发作的癫痫症狀，其脑内侧颞叶被切除（包括當中的两个海馬體），由此导致了一系列的相关空间以及时间的记忆损伤。重要的是HM仍然能完成程序性任务的学习（这一点与纹状体相关联），甚至有着高于常人水平的智商。H.M.的智能与陈述性记忆展现出显著的分裂。绝大多数的哺乳类动物海马體的大小取决于脑容量的大小，但是鲸类这一部位的发育相对不完全。

## 研究成果
海马體是哺乳类动物的中枢神经系统中的脑的部分（大脑皮质）中被最为详细研究过的一个部位。在解剖学以及组织学上，海马具有一目了然的明确构造。海马内部有形成形态美观的层面。也就是神经细胞的细胞体与其神经网区域呈层状排列。
20世纪初，开始有科学家發現海马对于某些记忆以及学习有着基本性的作用。特别是1957年Scoville和Milner报告了神经心理学中很重要的一个病例。这是来自一位被称为H.M.的病人（亨利·古斯塔·莫莱森）的病者报告，亨利·莫萊森算是神经学领域中被检查得最详细的人。由于亨利长期被癫痫症状困擾，神经外科医生斯科维尔 （William Scoville）决定为他进行手术，他在他额头两侧做了局部麻醉，钻了两个小孔，用一根金属吸管吸出大部分海马组织（Hippocampus）以及海马周围的部分内侧颞叶组织。手术后，亨利的癫痫症状被有效控制，但自此以后失去了形成新的陈述性长时记忆的能力。这个发现令许多人想進一步了解海马区在记忆及学习机制的作用，因而成为一种流行，无论在神经解剖学、生理学、行为学等等各种不同领域，都对海马区做了相当丰富的研究。现在，海马区与记忆的关系已经为人所知。
许多人对海马区与癫痫发作的关系也有很浓厚的兴趣。海马区在脑中为发作阈值低的部位。因为几乎所有癫痫患者的发作皆由海马区所起始，像这类以海马区为主的发作，有许多時候是很难以药物治疗的。而且，海马区中有一部分，尤其是内嗅皮质，为阿尔兹海默氏症最先产生病变的地方，海马区也显示出容易因贫血、缺氧状态而受損伤。
海马区在解剖学以及机能构造上都是其它大脑皮质系统的研究样本。大脑皮质在最近开始被关注与研究，现在已知的关于中枢神经系统的突触传导的见解多受益于海马区的研究。而海马区的相关知识则多源于齿状回与海马的标本。

## 解剖结构
海马体，是被称作“海马区”（hippocampal region）的大脑边缘系统的一部分。海马区可分为：齿状回（dentate gyrus）、海马体、下托（subiculum）、前下托（presubiculum）、傍下托（parasubiculum）、内嗅皮质（entorhinal cortex）。这之中齿状回、海马体、下托的细胞层为单层，合称“海马结构（hippocampal formation）”，其上下夹有低细胞密度层和无细胞层。此外的部位有复数的层面构成。齿状回与海马的单层构造对神经解剖学以及电生理学的研究进步作出了贡献。

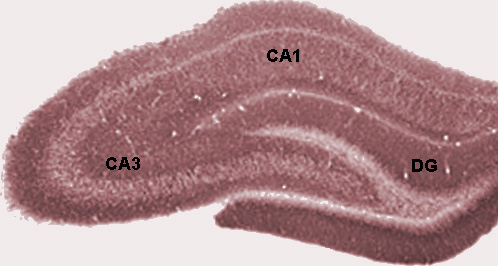
海马，DG:齿状迴

尽管关于海马与其向邻近的大脑皮层的表述尚缺乏一致的观点，通常情况下术语上的「海马结构」指的是齿状迴，CA1-CA3部位（或CA4，常称为hilus区并被认为是齿状迴的一部分），以及脑下脚（另见阿蒙神之角）。CA1与CA3部位构成严格意义上的海马。
信息进入海马时由齿状回流入CA3到CA1再到脑下脚，在每个区域输入附加信息在最后的两个区域输出。CA2只占海马的一个很小部分通常将其对海马的功能忽略，值得注意的一点是这一小区域似乎能抵抗由于例如癫痫等造成的大规模的细胞破坏。
人们普遍认为这些区域的每一部分在海马的信息处理过程中都扮演着一个具有独特功能的角色，但迄今为止对每一区域功能的细节还不甚了解。

## 一般记忆中的作用

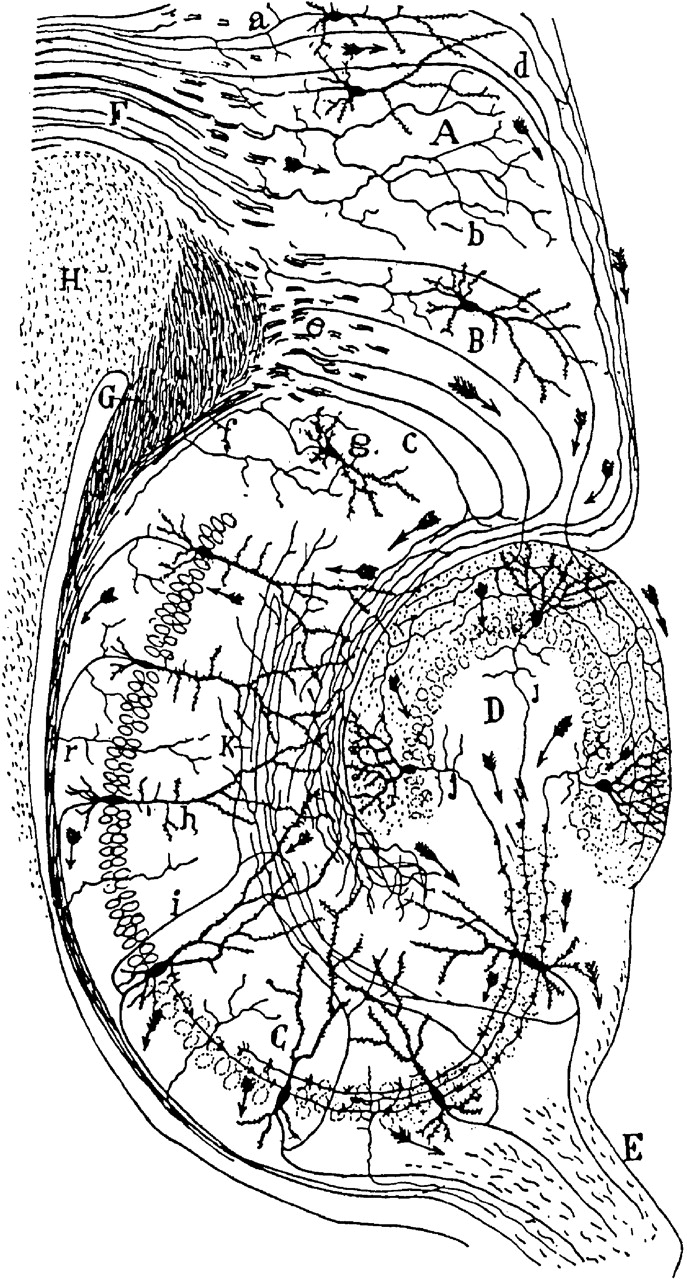
啮齿类动物的海马神经系统图，聖地亞哥·拉蒙-卡哈爾於1911年所繪

心理学家与神经学家对海马的作用存在争论，但是都普遍认同海马的重要作用是将经历的事件形成新的记忆（情景记忆）。一些研究学者认为应该将海马看作对一般的陈述性记忆起作用内侧颞叶记忆系统的一部分（陈述性记忆指的是那些可以被明确的描述的记忆，如“昨天晚饭吃了什么”这样的关于经历过的事情的情景记忆，以及“地球是圓的”这样的关于知识的语义记忆）。
有迹象显示，虽然这些形式的记忆通常能终身持续，在一系列的记忆强化以后海马便中止对记忆的保持。海马的损伤通常造成难以组织新的记忆（顺行性失忆症），而且造成难以搜索过去的记忆（逆行性失忆症）。尽管这样的逆行性效果通常在脑损伤的很多年之前就开始扩展，一些情况下，相对久远的部分记忆能够维持下来。这表明海马将巩固以后的记忆转入了脑的其他的部位。但是，旧的记忆是如何储存的要用实验来检测的话存在一些难点。另外，在一些逆行性失忆症案例中，在海马遭受损伤的数十年前的记忆也受到了影响，导致了这一关于旧的记忆的观点的争议。
海马的损伤不会影响某一些记忆，例如学习新的技能的能力（如学习一种乐器），将设这样的能力依靠的是另外一种记忆（程序记忆）和不同的脑区域。有迹象表明著名的病人HM（作为治疗癫痫病的手段他的内侧颞叶被切除）有组织新的语义记忆的能力。

## 空间记忆以及方向定位中的作用

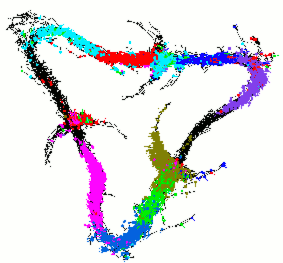
老鼠的空间记忆實驗，點表明在記錄動作電位的位置，顏色顯示的神經元發出的動作電位。

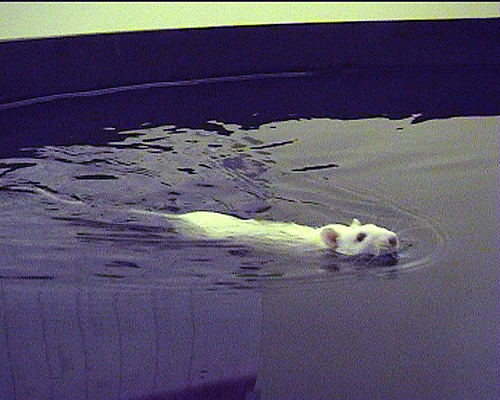
莫里斯水迷宫测试老鼠能否記得游回水中的小浮台

有些證據提供以下的線索：空間訊息的儲存與處理牽涉到海馬體。在老鼠的海马区里，插一根记录单个神经细胞的电极(electrode)，让老鼠在一个开放式的试验区域自由的跑动，老鼠沿高架軌道來回跑动，停在各端吃小食品作為獎勵，同时记录神经细胞的動作電位 (action potential)和老鼠跑的路线及位置，当老鼠跑到实验房间的某个地方的时候，海马体内的某一个特定的神经细胞A就会活跃(active)，而周围的其他细胞是不活跃 (inactive)的，而跑到其他地方的时候，这个A细胞就不会活跃 (inactive)，而另外一个或多个细胞就会放電 (fire)，这种对自身在环境中所处位置而产生对应反应的神经细胞，被称为定位細胞（place cells）。对于每个 place cell 所对应的实际位置区域便被定义为 place field。通过一系列的实验約翰·奧基夫 (O’Keefe) 推测，这些 space cells 组合在一起，形成了一个认知地图（cognitive map）。通过和其他在海马体内以及周围区域的神经细胞一起合作，place cells 其着如同一张地图的作用。老鼠實驗的研究顯示，海馬體的神經元有空間放電區，這些細胞稱為地點細胞（place cells）。如果老鼠發現自己處在某個地點，不論該老鼠移動的方向為何，有些細胞會發電，而大部分的細胞至少會對頭的方向、移動方向感到敏感。在老鼠身上，有些細胞稱為分野細胞（splitter cells），該種細胞的發電取決於動物的近期經驗（回顧記憶；retrospective memory）、或是期待即將的為來（前瞻記憶；prospective memory）。根據不同的身處地點，不同的細胞會發電；因此，只要觀察細胞的發電情形，就可能指出動物身處的地點。在人類身上，當人們在虛擬世界的城鎮裡在尋找方向時，就會牽涉到「地點細胞」。這樣的發現是源於如下的研究：在嚴重癲癇患者的大腦裡面植入電極，當作是患者在手術過程中診斷的方式。
發現了「地點細胞」，讓世人覺得海馬體可能扮演「認知地圖」（cognitive map）的角色，而認知地圖就是環境格局的神經重現。然而，針對這樣的觀點，近期的證據提出懷疑，並且指出海馬體對於「尋找方向」（navigation）更根本的過程非常重要。儘管如此，動物實驗顯示，即使要完成簡單的空間記憶活動，健全的海馬體是必要的（譬如把目的地藏住，要動物找路回去）。
若海馬體不健全，人類可能就無法記住曾經去過的地方、以及如何前往想去的地點。研究人員相信，若要在熟悉環境之間找出捷徑、以及新的路線，海馬體扮演極重要的角色。針對這樣尋找方向的能力，有些人比其他人能力強；此外，大腦顯影研究顯示，這些尋找方向能力比較好的人，在尋找方向時，他們的海馬體比較活躍。

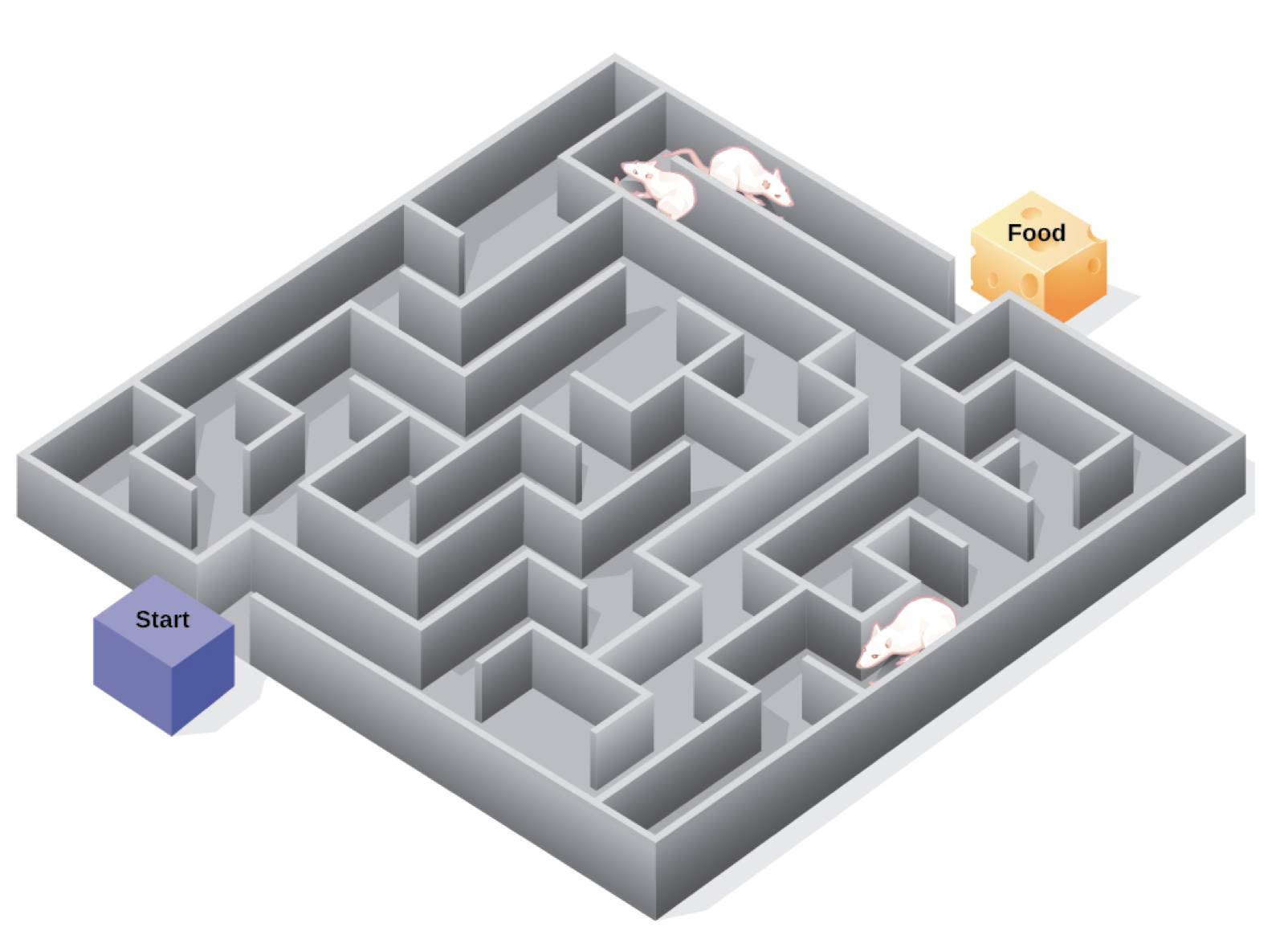
研究者從老鼠迷宫中理解空間記憶

另外，倫敦計程車司機必須要記住很多地點，並且知道這些地點之間最直接的路線（他們必須通過嚴格的考試，該考試名為「知識」，英文名是「The Knowledge」，才能得到倫敦著名的黑色計程車「black cab」的駕駛執照）。在倫敦大學學院的研究顯示，相較於一般民眾，倫敦計程車司機的海馬體體積較大，至於更有經驗的計程車司機的海馬體體積又更大。然而，有較大的海馬體是否有助於成為計程車司機、或是成為計程車司機或以找捷徑為生是否能夠使得一個人的海馬體變大仍待研究。
在印第安那大學進行的老鼠實驗提出了如下的可能性：在反覆的迷宮實驗裡觀察老鼠的表現，海馬體的型態跟「兩性異形」息息相關。對於將地點空間化、找出自己所在，公老鼠表現比較好，因為公老鼠的海馬體體積比較大。

## 脑中定位系统
2014年诺贝尔生理学或医学奖授予了约翰·奥基夫 (John O'Keefe)和莫泽夫妇、迈-布里特·莫泽 (May-Britt Moser)、 爱德华·莫泽 (Edvard Moser)。 奥基夫在1971年发现了海马区中的位置細胞
，莫泽夫妇在2005年发现了内嗅皮层中的網格細胞
，它们构成了脑中定位系统的细胞基础（cells that constitute a positioning system in the brain）。

## 圖片

從不同的角度觀看紅色海馬的位置。
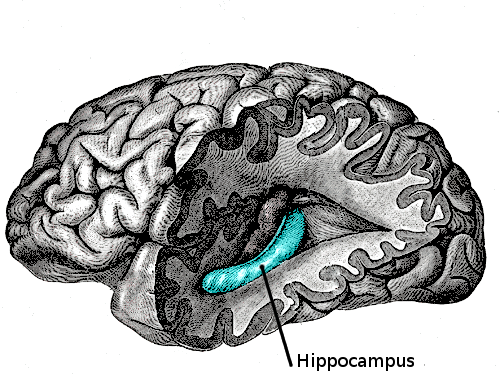
海馬在腦的部位。
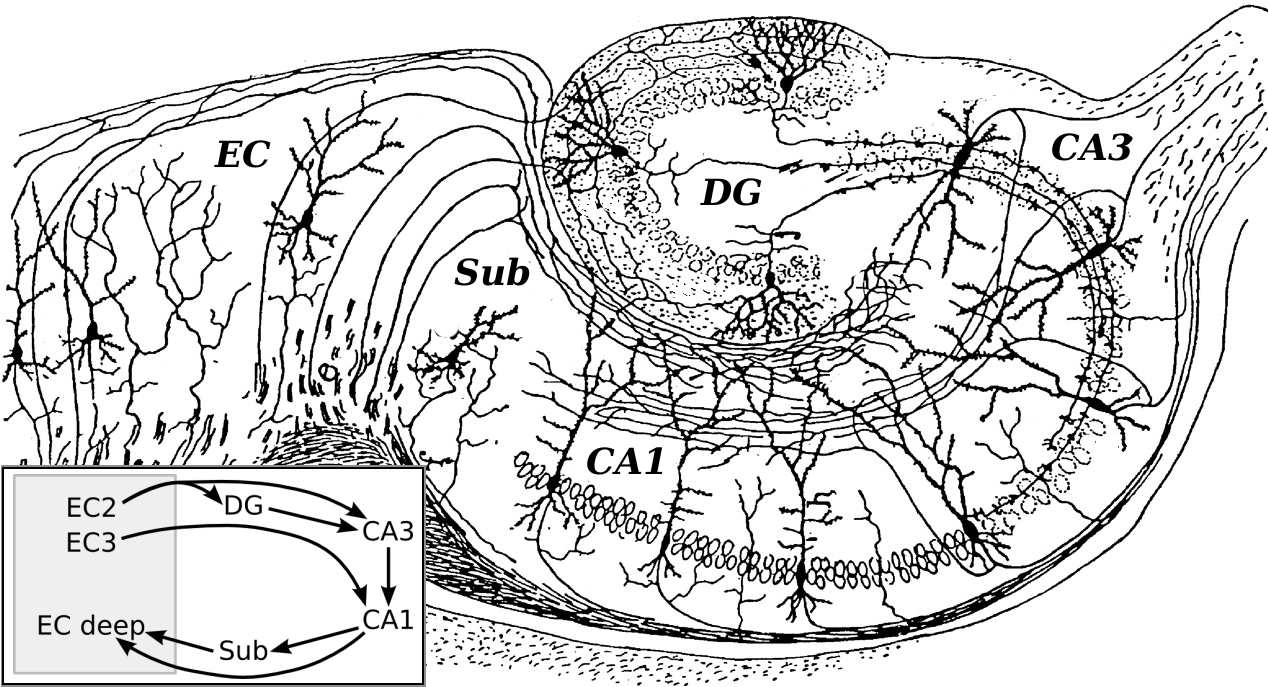
海馬的基本路線，DG:海馬齒狀回、Sub:海馬下托區、EC:內嗅皮質。
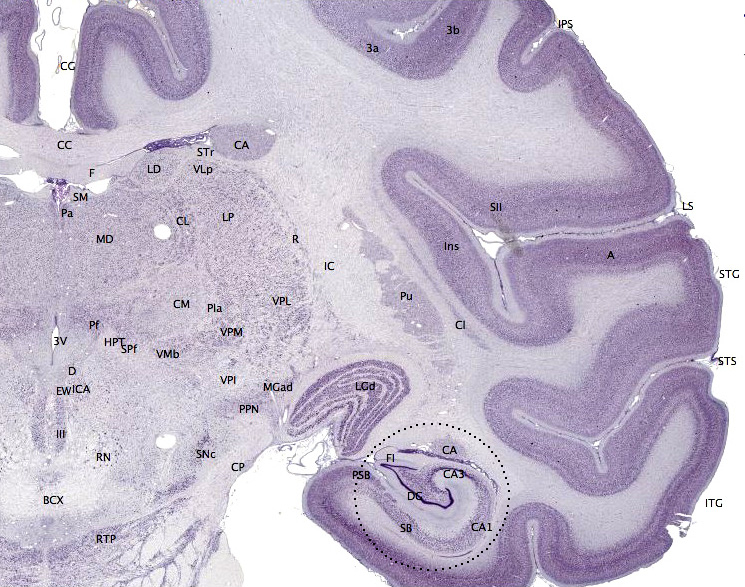
尼氏染色獼猴大腦的冠狀切面，（圓圈）顯示海馬。
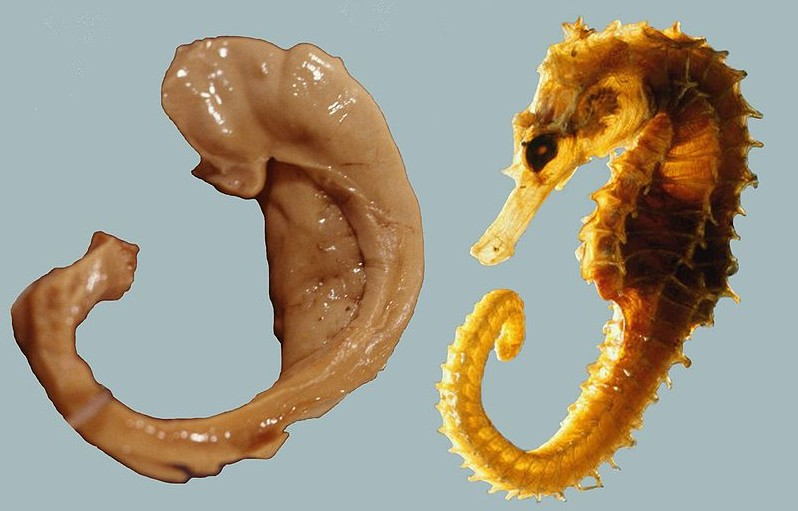
大腦的海馬區（左）和海馬（右）。